# Orlando Gonçalves
Orlando Fernandes da Luz Gonçalves (ur. 13 kwietnia 1938 w Marinha Grande) – portugalski zapaśnik walczący w obu stylach. Dwukrotny olimpijczyk. Zajął siedemnaste miejsce w Rzymie 1960, w stylu klasycznym i 27. miejsce w Monachium 1972, w stylu wolnym. Walczył w kategorii do 57–62 kg.
Trener kadry narodowej na igrzyskach w 1976 roku.

## Letnie Igrzyska Olimpijskie 1960
| Konkurencja          | Rundy eliminacyjne     | Rundy eliminacyjne   | Klas. końcowa |
| Konkurencja          | Przeciwnik I           | Przeciwnik II        | Miejsce       |
| -------------------- | ---------------------- | -------------------- | ------------- |
| 57 kg styl klasyczny | Edvin Vesterby (SWE) P | Dinko Petrow (BGR) P | 17.           |

## Letnie Igrzyska Olimpijskie 1972
| Konkurencja      | Rundy eliminacyjne  | Rundy eliminacyjne         | Klas. końcowa |
| Konkurencja      | Przeciwnik I        | Przeciwnik II              | Miejsce       |
| ---------------- | ------------------- | -------------------------- | ------------- |
| 62 kg styl wolny | Vehbi Akdağ (TUR) P | Zdzisław Stolarski (POL) P | 23.           |